# ディドゥ

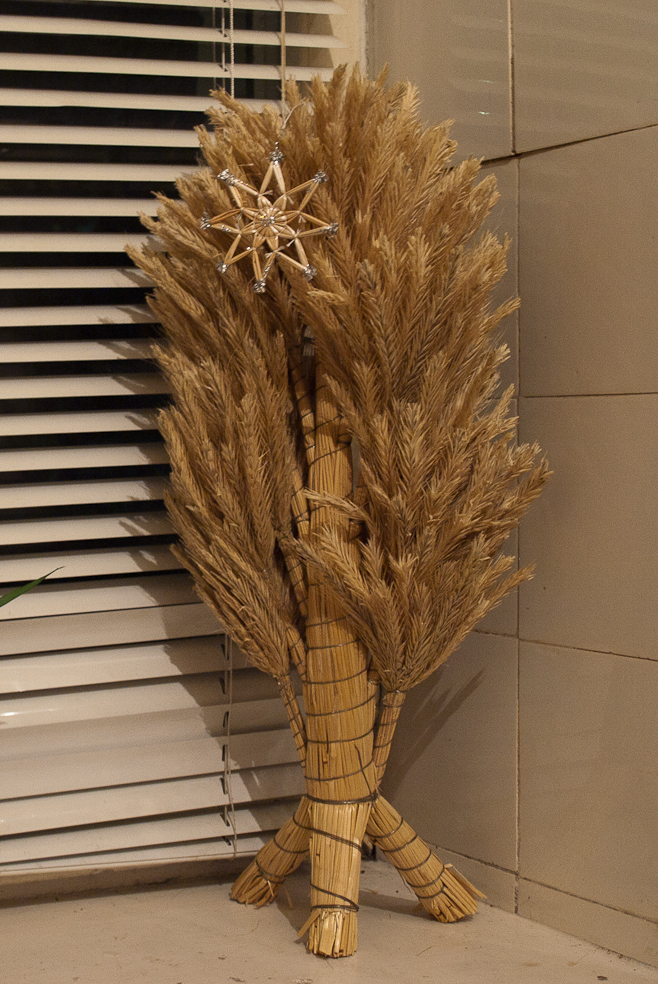
ディドゥの例

ディドゥ、ディドゥク（ウクライナ語: дідух, didukh）は、ウクライナでクリスマスの際に作られる伝統的なお守り。小麦を束にしたクリスマスの飾りである。
こんにちではウクライナでもクリスマスツリーを飾るが、かつてはクリスマスツリーではなくディドゥを飾っていた。その年の最初と最後に収穫されたライ麦、小麦、オート麦、亜麻といったものをドライフラワーにし、リボンで束ねる。
「ディドゥ」は「祖父」の意であり、ディドゥは「豊作と幸福」、「先祖の魂」の象徴とされ、その家の守護霊が住む場所でもある。ディドゥには三本の「足」があるが、その「足」は過去、現在、未来を象徴している。